# Tollwitz
Tollwitz è una frazione della città tedesca di Bad Dürrenberg, nel land della Sassonia-Anhalt.
Comune indipendente fino al 2009, dal 1º gennaio 2010 è stato incorporato al comune di Bad Dürrenberg.